# Pronia
La Pronia (en russe : Про́ня) est une rivière située dans les voblasts de Moguilev et de Vitebsk, au Bélarus. C'est un affluent en rive droite de la Soj.
La Pronia est longue de 172 km, son bassin a une surface de 4 910 km2, son débit à l'embouchure est en moyenne de 30 m3/s. Les sources de la Pronia se situent sur le plateau de Smolensk.
Le courant de la Pronia est lent, les rives sont le plus souvent en pente douce et les grandes crues sont fréquentes en été. La Pronia gèle habituellement vers la fin du mois de novembre, tandis que la débâcle commence généralement vers la fin du mois de mars.
La Pronia traverse la ville de Horki et se jette dans la Soj à Slawharad.
Parmi ses affluents, les plus notables sont la Bassia (104 km) et la Rasta (100 km).